# تشارلز ر. كاتلر
تشارلز ر. كاتلر (بالإنجليزية: Charles R. Cutler)‏ هو مهندس أمريكي، ولد في 1934.